# Acanthodelta boris
Acanthodelta boris là một loài bướm đêm trong họ Noctuidae.